# Municipio de Jackson (condado de Buchanan)
El municipio de Jackson (en inglés: Jackson Township) es un municipio ubicado en el condado de Buchanan en el estado estadounidense de Misuri. En el año 2010 tenía una población de 547 habitantes y una densidad poblacional de 9,62 personas por km².

## Geografía
El municipio de Jackson se encuentra ubicado en las coordenadas 39°34′14″N 94°43′47″O / 39.57056, -94.72972. Según la Oficina del Censo de los Estados Unidos, el municipio tiene una superficie total de 56.83 km², de la cual 56,23 km² corresponden a tierra firme y (1,06 %) 0,6 km² es agua.

## Demografía
Según el censo de 2010, había 547 personas residiendo en el municipio de Jackson. La densidad de población era de 9,62 hab./km². De los 547 habitantes, el municipio de Jackson estaba compuesto por el 98,72 % blancos, el 0,55 % eran afroamericanos, el 0,18 % eran asiáticos, el 0,18 % eran de otras razas y el 0,37 % eran de una mezcla de razas. Del total de la población el 1,65 % eran hispanos o latinos de cualquier raza.